# SN 1997cd
SN 1997cd – supernowa typu Ia odkryta 29 kwietnia 1997 roku w galaktyce A170617+4404. W momencie odkrycia miała maksymalną jasność 22,90m.